# آي واير

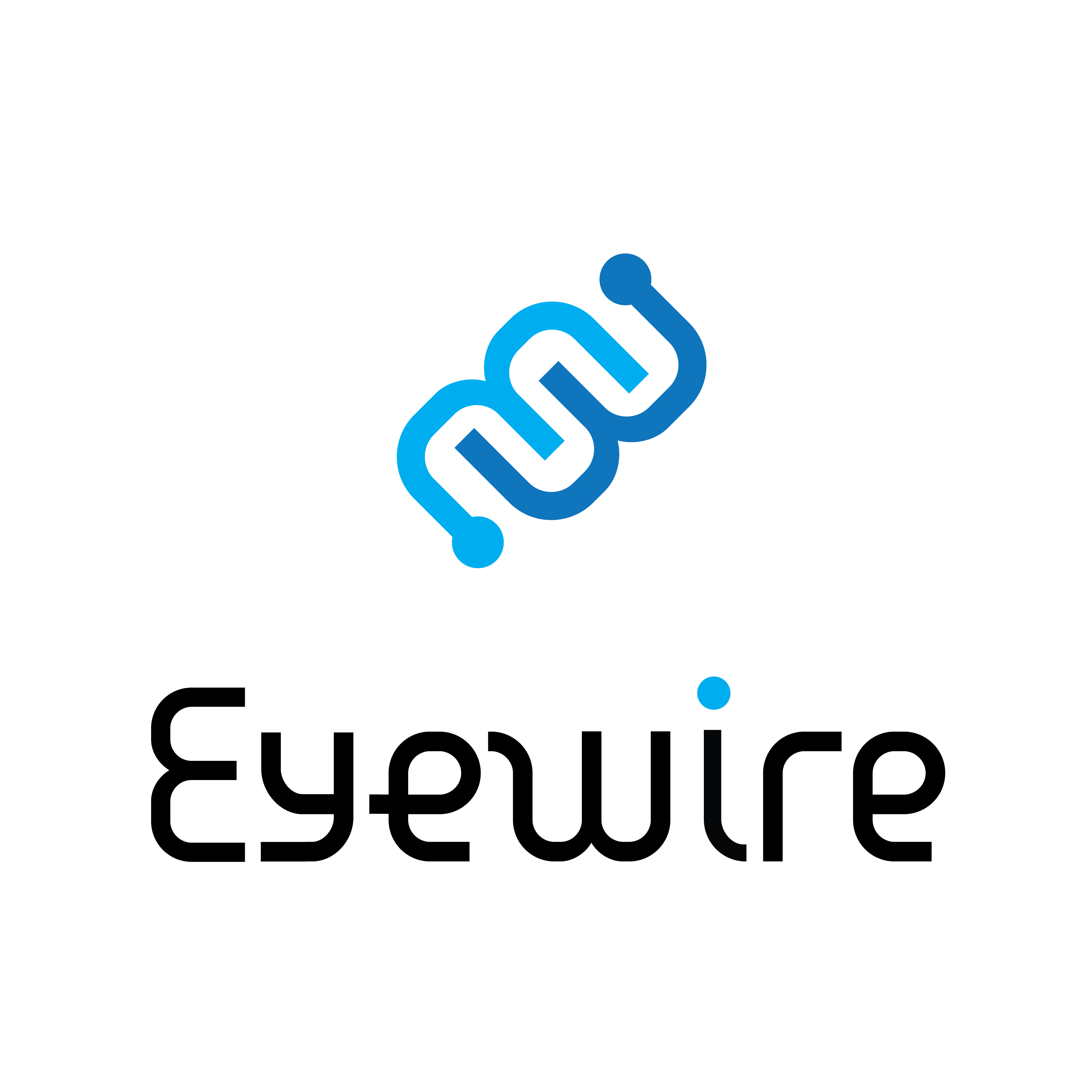
شعار EyeWire

EyeWire (ترجمة حرفية: سلك العين) هي لعبة إلكترونية على الانترنت ذات غرض بحثي تعتمد على مبدأ علم التعهيد الجماعي من أجل رسم خريطة للخلايا العصبية الموجودة في شبكية العين. أُطلقت EyeWire رسمياً في 10 ديسمبر 2012 ومنذ ذلك الحين جذبت أكثر من 60,000 لاعب من 100 دولة حول العالم. و قد تم تطوير اللعبة كمشروع من قبل معهد ماساتشوستس للتكنولوجيا باستخدام بيانات تم إنشاؤها من قبل معهد ماكس بلانك للأبحاث الطبية، برئاسة الدكتور سيباستيان سيونج.